# Schloss Ebelsbach

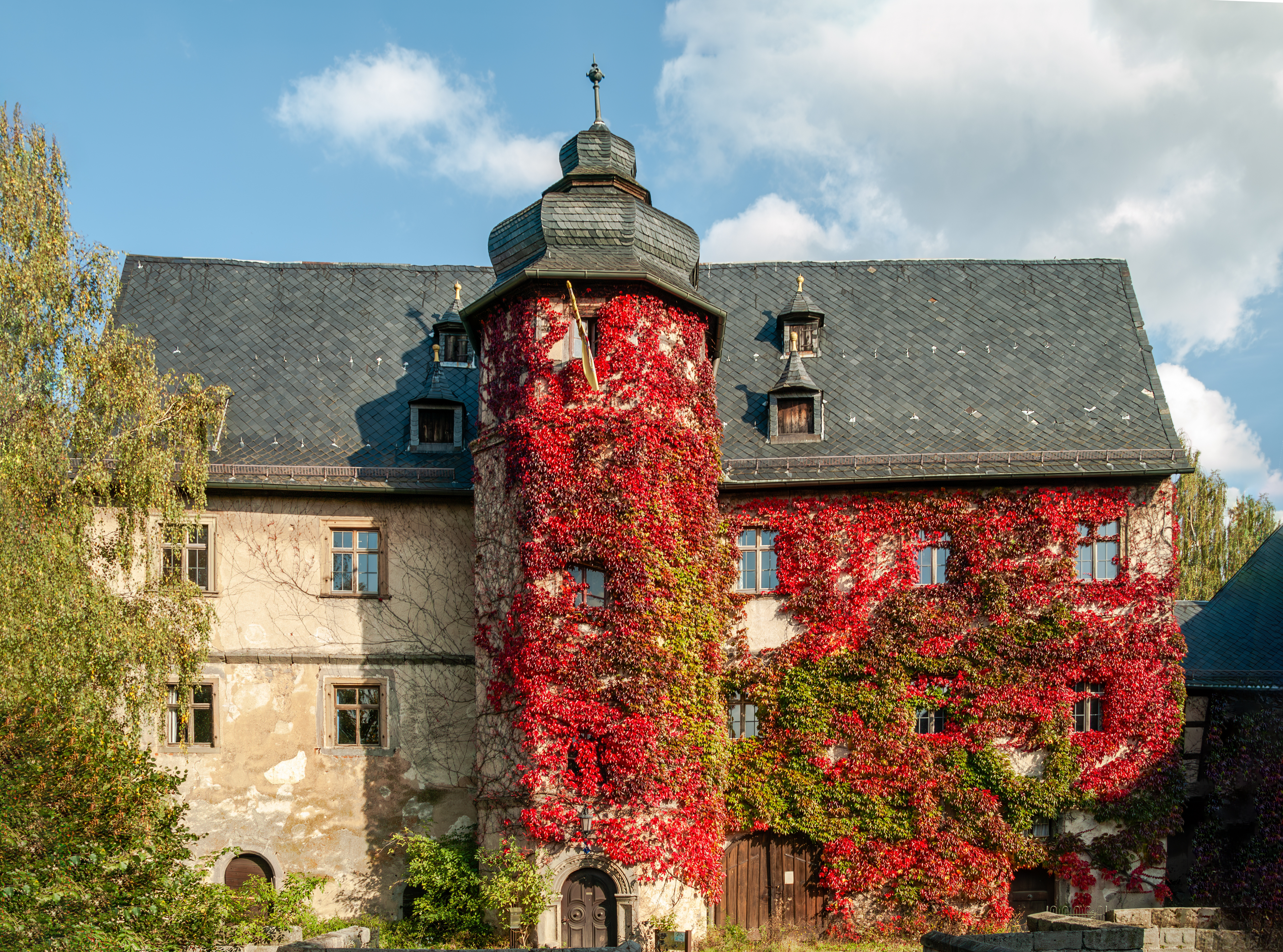
Schloss Ebelsbach

Das Schloss Ebelsbach ist eine zweiteilige Renaissanceanlage im Ortskern von Ebelsbach (Landkreis Haßberge, Unterfranken). Das historische Anwesen wurde im September 2009 bei einem Großbrand schwer beschädigt und sollte eigentlich wiederaufgebaut werden, dies wurde jedoch bisher (Stand 2024) nicht umgesetzt und ist derzeit nicht absehbar.

## Geschichte

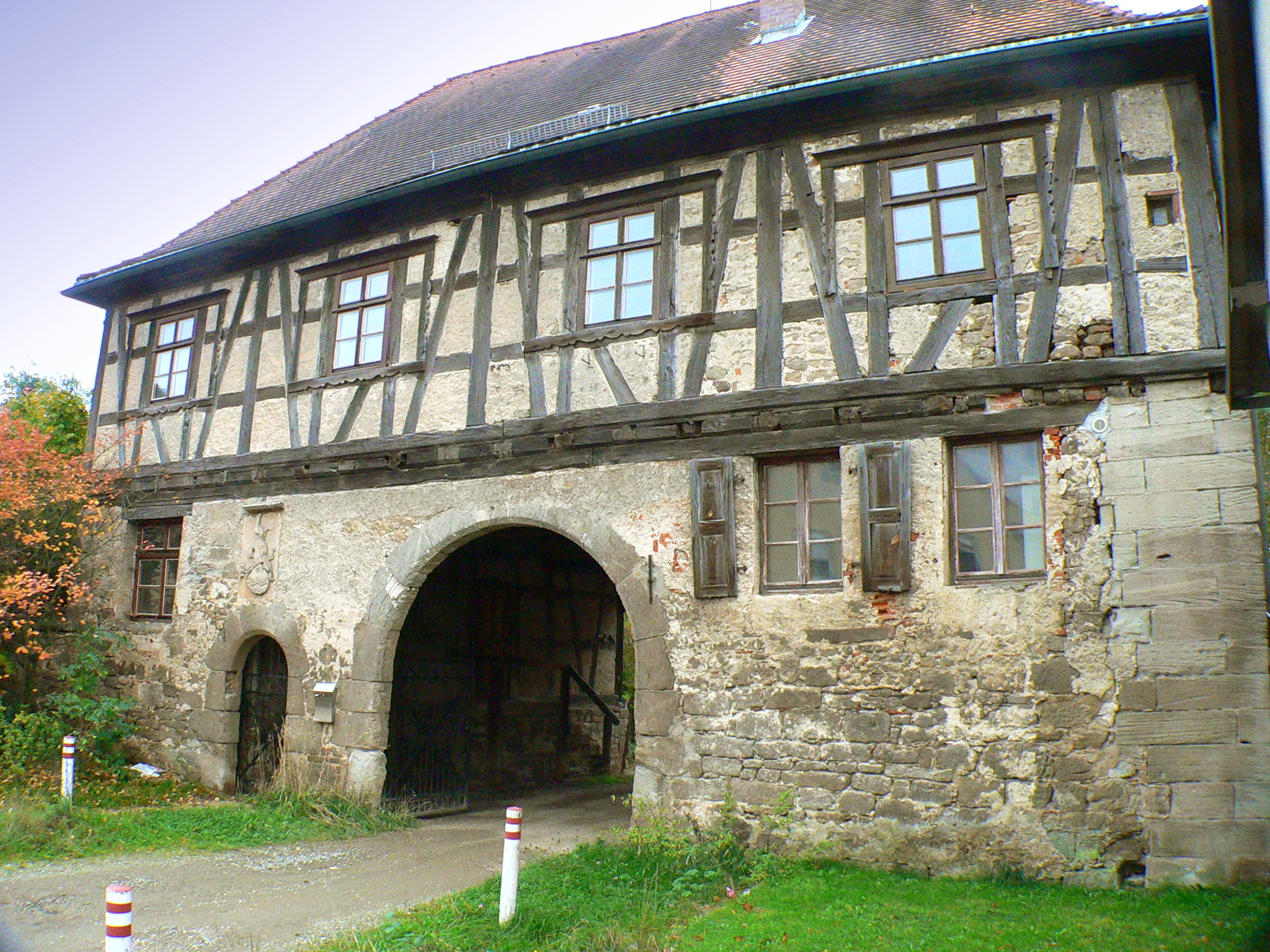
Das Torhaus des Wirtschaftshofes

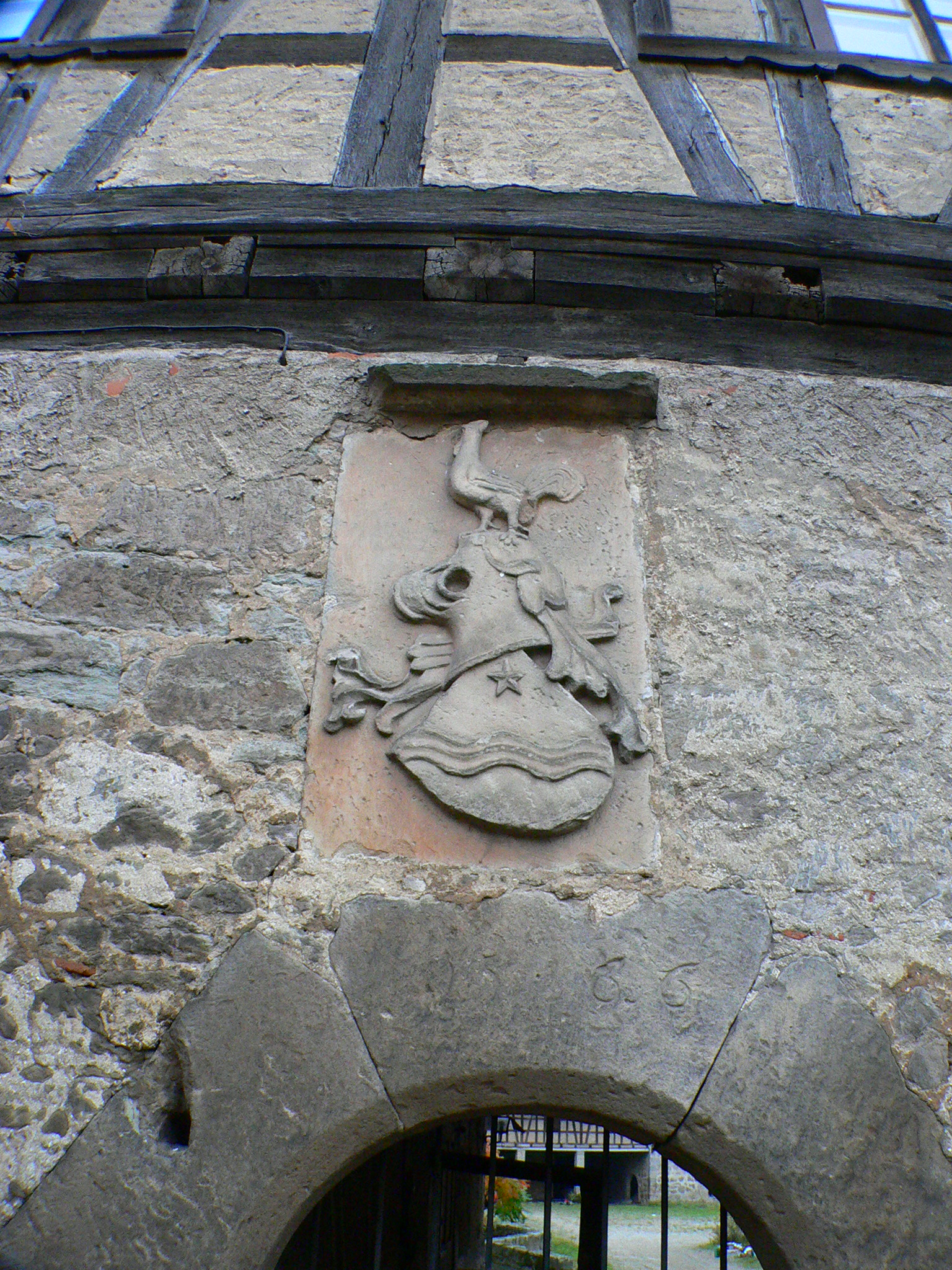
Rotenhanwappen über der Fußgängerpforte des Torhauses

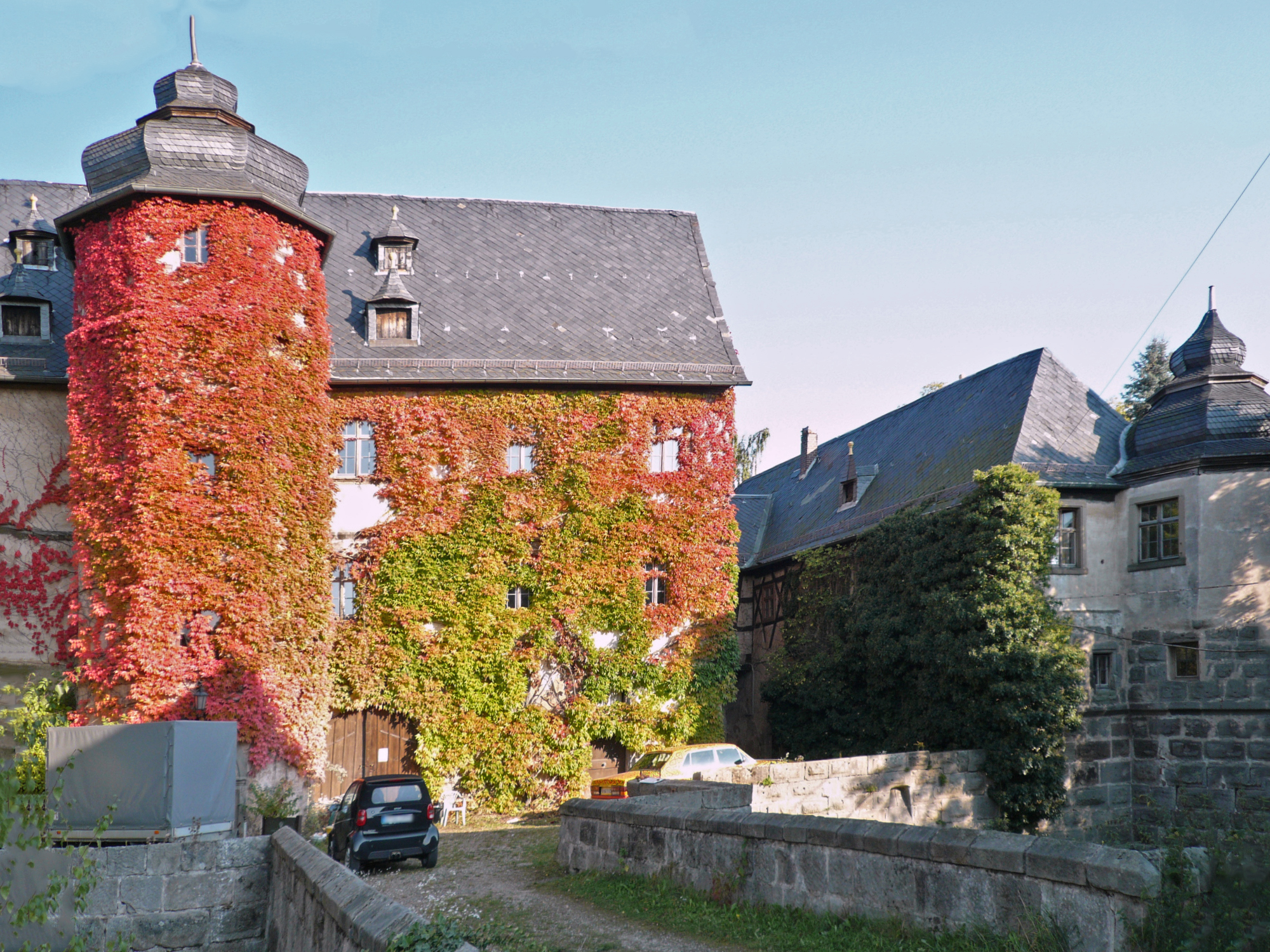
Das Hauptgebäude vor dem Großbrand

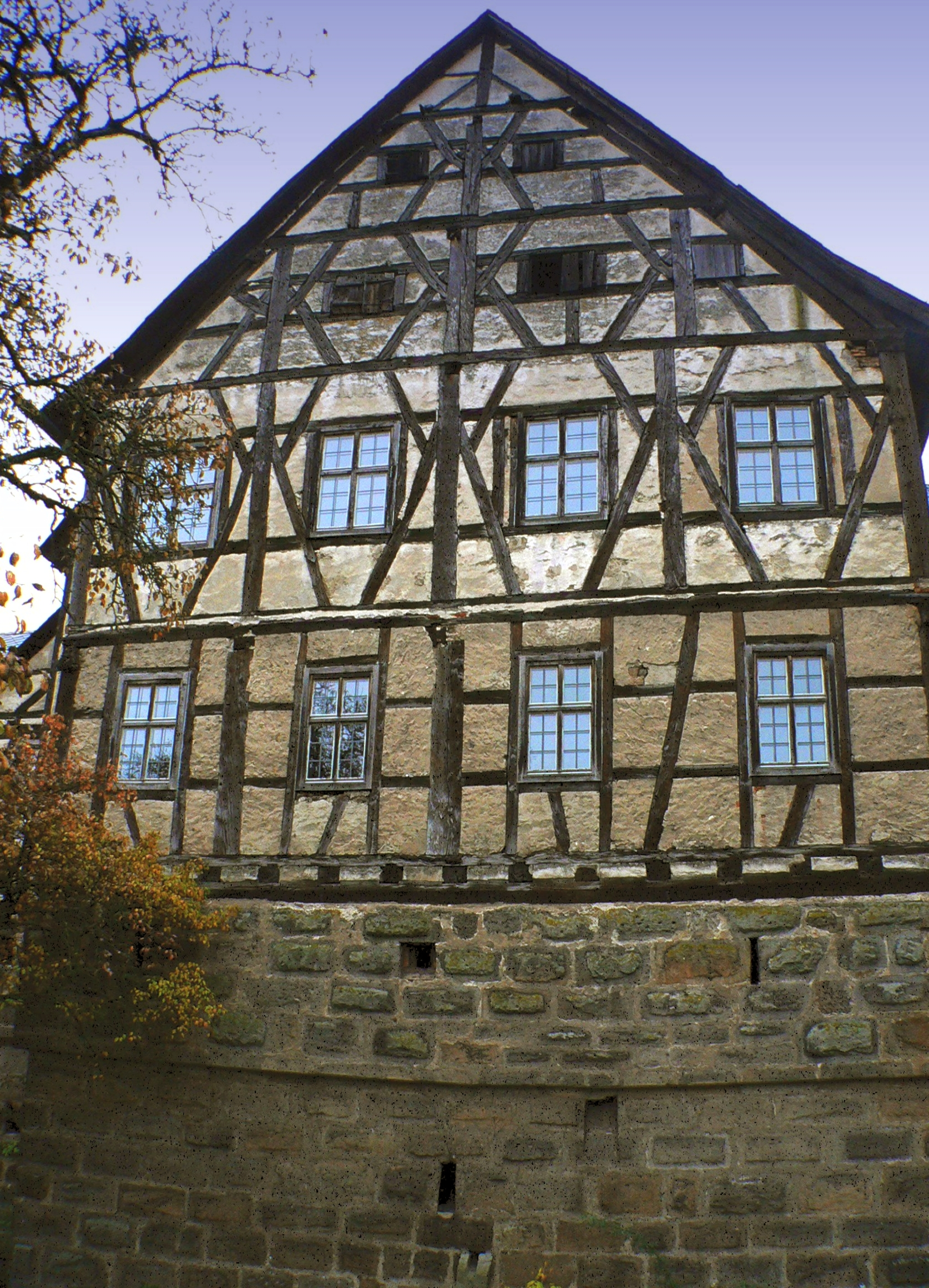
Der noch intakte Ostgiebel des Hauptgebäudes

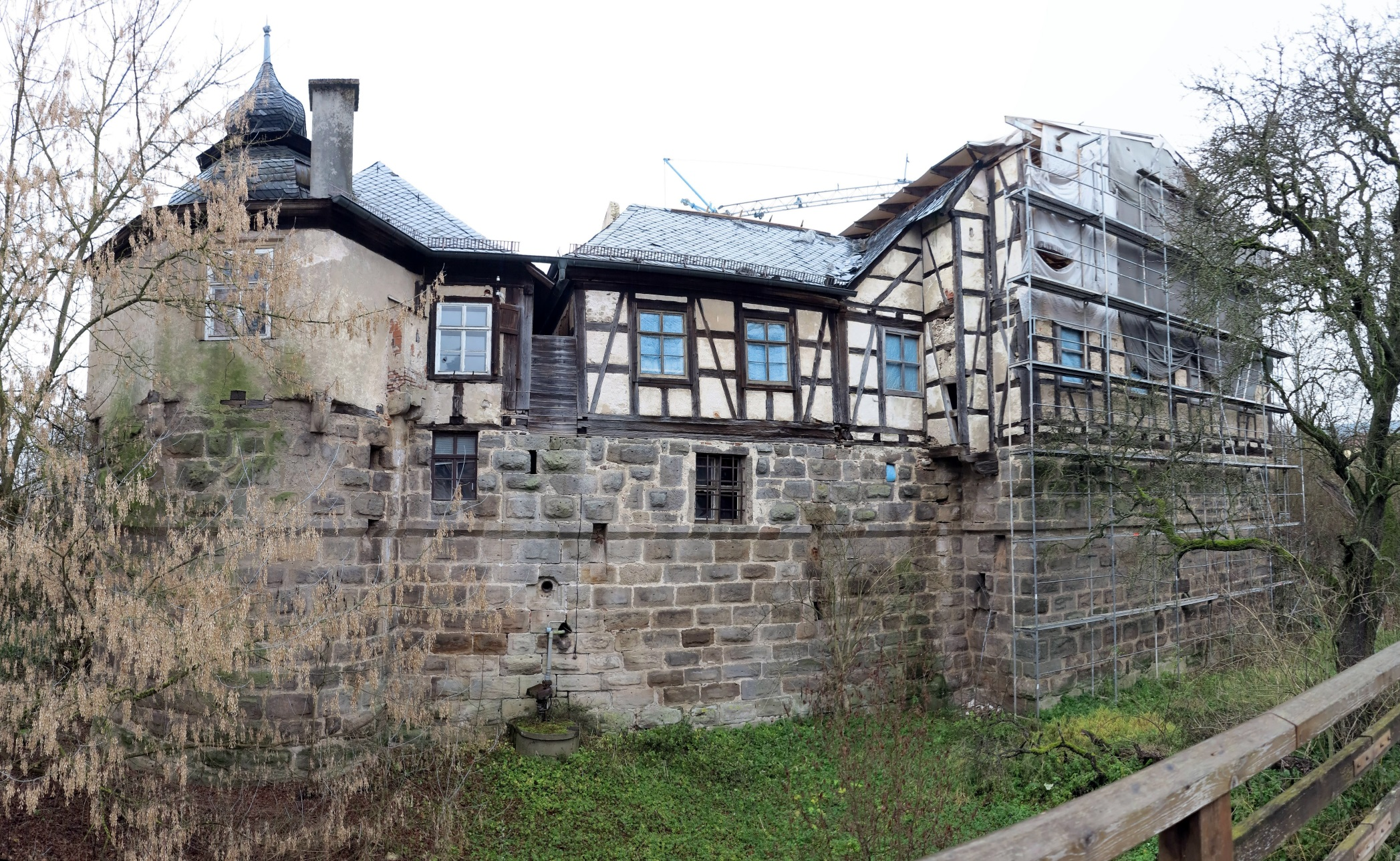
Rückseite

Die Herren von Rotenhan waren seit 1355 in Ebelsbach ansässig. Damals wurde Conrad von Rotenhan zu Rentweinsdorf vom Hochstift Würzburg mit Gütern in Ebelsbach belehnt. Um 1385 nannte sich Nikolaus von Rotenhan „zu Ebelsbach“. 1449 trugen die Brüder Marx und Jobst von Rotenhan ihren „Sitz und Behausung“ Ebelsbach dem Bamberger Kloster Michelsberg zu Lehen auf.
Die komplizierten Herrschaftsverhältnisse im Grenzgebiet zwischen den rivalisierenden Hochstiften Bamberg und Würzburg verwickelte die Brüder Marx und Jobst 1467 in eine Fehde mit Heinz Fuchs zu Wallburg. Die Burg Ebelsbach selbst war ein Lehen des Bistums Bamberg. Der Burggraben und die äußere Mauer gehörten allerdings dem Bistum Würzburg.
Die Ebelsbacher Linie der Herren von Rotenhan ist um 1500 erloschen. Als Besitznachfolger erscheint die Linie zu Rentweinsdorf, die als einzige der vier Hauptlinien der Herren von Rotenhan bis heute fortlebt.
Der ursprüngliche mittelalterliche Ansitz der Familie von Rotenhan ist heute nicht mehr dokumentierbar. Die alte Burg im Ortskern wurde vollständig in der frühen Neuzeit überbaut, Beschreibungen des Vorzustandes sind nicht überliefert. Ursprünglich dürfte hier ein zeittypischer Wohnturm gestanden haben, wie er auch als Vorgängerbau einiger benachbarter Schlösser nachweisbar ist.
Der bis zur Brandkatastrophe von 2009 gut erhaltene frühneuzeitliche Schlossbau entstand im Wesentlichen zwischen 1564 und 1569 unter Matthäus III. von Rotenhan zu Ebelsbach. Der Neubau war wohl durch die Zerstörungen während des Bauernkrieges nötig geworden. Den geschädigten Adeligen wurden nach Abschluss der Kampfhandlungen oft hohe Schadenersatzsummen zugesprochen, die in die Reparatur der alten Burgen oder den Neubau von repräsentativen Schlossanlagen investiert wurden.
Die Rotenhan bewohnten das Schlossgut mit längeren Unterbrechungen, nach dem Zweiten Weltkrieg kam es im Wege einer Realteilung der Ganerbschaftsgüter an den bis dahin auf dem niederschlesischen Gut Buchwald ansässigen Zweig. Dieser verkaufte es im Jahr 2000 an einen privaten Investor, der dort ein „Business-Center“ einrichtete, aber kurz darauf Insolvenz anmelden musste.
Das Anwesen gehört gegenwärtig einer Betreibergesellschaft, deren Geschäftsführer der ehemalige Eigentümer ist. Dieser hatte sich im Schloss wohnlich eingerichtet. Die Betreibergesellschaft wollte unter anderem die Nebengebäude des Schlosses zu Ferienwohnungen umbauen.
In der Nacht zum 10. September 2009 wurde an mehreren Stellen im Hauptgebäude Feuer gelegt. Trotz der raschen Benachrichtigung der umliegenden Feuerwehren brannte das Schloss weitgehend aus. Der historische, stark sanierungsbedürftige Dachstuhl des Hauptgebäudes wurde vollständig vernichtet.
Die unmittelbar nach dem Großbrand einsetzenden Untersuchungen durch Brandermittler des Landeskriminalamtes ergaben als Brandursache vorsätzliche Brandstiftung. Der Eigentümer bzw. Geschäftsführer der Betreibergesellschaft plante, das Baudenkmal bis Ende 2011 wiederaufzubauen und selbst wieder dort zu wohnen. Mittlerweile schützt ein Notdach die Ruine vor weiteren Witterungsschäden. Teile des Mobiliars und der Ausstattung konnten geborgen werden.

## Baubeschreibung

### Hauptschloss
Das weitgehend ausgebrannte Hauptschloss ist von einem breiten, gemauerten Trockengraben umgeben, der im Verteidigungsfall geflutet werden konnte. Östlich wurde das Wasser eines Bachlaufes durch eine Schleuse in den Graben geleitet.
Aus der Grabensohle steigt die Umfassungsmauer des Schlossberings auf. An den Ecken springen vier wehrhafte Rondelle heraus, die im Süden durch achteckige Fachwerkaufsätze turmartig erhöht wurden. Der wehrhafte Eindruck wird durch die kräftige Buckelquaderverblendung der Frontseiten verstärkt. Auf Höhe des natürlichen Bodenniveaus springt das Mauerwerk über einer Schräge etwas hervor. Der Verteidigung dienten zahlreiche rechteckige Schießscharten. Auf der Ostseite springt die Mauer auf der Breite von vier Fensterachsen etwa 1,5 Meter heraus. Im Erdgeschoss lag dort ehemals ein Wehrgang.
Der eigentliche Schlossbau besteht weitgehend aus konstruktivem Fachwerk, das im Bereich des Hauptgebäudes teilweise verputzt wurde. Im Osten und Südwesten steigen die Wohnbauten unmittelbar über dem steinernen Bering auf. Das Hauptgebäude steht in der Mitte der Ringmauer, ist aber durch einen Anbau mit dem Bering verbunden. Der Südflügel besitzt nur ein Fachwerkobergeschoss, während das Hauptschloss noch ein zweites Obergeschoss trägt und von steilen Satteldächern abgeschlossen wird.
Der Zugang zum Hauptschloss erfolgt von Westen über eine gemauerte Brücke. Hinter der Brücke ermöglicht ein polygonaler Treppenturm mit Rundbogenportal den Zutritt zum Hauptschloss. An der Archivolte erkennt man die Inschrift: „DER * HERR * BEHUETE * DEINEN * EINGANG * VND * AUSGANG“. Wie die beiden südlichen Rondelle trägt der Treppenturm eine reich profilierte Schieferkuppel.

### Nebengebäude
Der Gutsbezirk westlich des Hauptschlosses wird von einer steinernen Umfassungsmauer eingefasst. Die Westseite der Ringmauer ist durch zwei Rundtürme verstärkt, deren Obergeschosse durch Scharten unterbrochen sind. Der Türsturz des Nordwestturmes trägt die Inschrift: „ICH WOLT DEN WISSEN WIE DER HIES DER SICH WEIN VND WEIBER VMb DIE NACHT NICHT BETRIGEN LIS * AD * 1 * 5 * 6 * 8“.
Ein Torhaus mit Fachwerkobergeschoss gewährt den Zutritt zum großen Ökonomiehof. Über dem Fußgängerportal neben der rundbogigen Toreinfahrt ist das Wappen der Herren von Rotenhan eingelassen.
In der Nordwestecke des Beringes steht die einfache Schlosskapelle St. Magdalena (1580) mit ihrem dreiseitig geschlossenen Chor und einem hölzernen Dachreiter mit Zwiebelkuppel. Im Inneren sind noch die barocke Einrichtung und die doppelte Empore mit der Herrschaftsloge erhalten.